# Totem (mediespelare)
Totem är en fri mediespelare licensierad under GPL-2.0-or-later. Spelaren är skapad huvudsakligen för skrivbordsmiljön GNOME. Officiellt inkluderas Totem från och med GNOME 2.10, men fanns redan inkluderad i de flesta distributioner med GNOME redan innan. Totem finns översatt till många olika språk, däribland svenska. 
Totem är väl integrerat med GNOME och dess filhanterare Nautilus och används för att göra ikoner som är förhandsvisningar av videofiler när användaren öppnar en mapp med videofiler. Totem kan också användas tillsammans med webbläsare som Mozilla eller Firefox för att visa video från webbsidor direkt i webbläsarfönstret istället för att öppna Totem som ett separat program. För att spela upp media används biblioteket GStreamer, men även xine kan användas. xine kan i dagsläget spela fler sorters media, men GStreamer utvecklas i snabb takt och ses som framtiden för media inte bara i GNOME utan även i skrivbordsmiljön KDE.
Totem kan också användas för att lyssna på internetbaserad radio och TV. Programmet ger även möjlighet att använda en extern tv-skärm (förutsatt att användaren har ett grafikkort som stöder denna funktion).